# Chaco (provincie)
Chaco is een van de 23 provincies van Argentinië, gelegen in het noorden van Argentinië. De hoofdstad is Resistencia dat aan de rivier de Paraná ligt. Aan de andere oever van de rivier ligt de stad Corrientes. De tweede grootste stad van de provincie is Presidencia Roque Sáenz Peña (vaak afgekort tot Sáenz Peña).
Chaco grenst aan de provincies Salta en Santiago del Estero in het westen en Formosa in het noorden en oosten. In het zuidoosten grenst Chaco aan de provincie Corrientes en aan Paraguay. In het zuiden ten slotte grenst Chaco aan de provincie Santa Fe. Van 1950 tot 1955 werd Chaco aangeduid met Presidente Juan Perón.

## Geschiedenis
Chaco is een woord uit de Quechuataal dat jagen betekent. Dit was de oorspronkelijke voedselbron voor de oorspronkelijke inwoners ten tijde van de Conquistadores. Verschillende stammen (zoals Guaraní, Toba en Wichí) bevolkten het gebied en hadden belangrijke gemeenschappen in deze provincie, maar ook in de provincie Formosa.
In de 17e eeuw werd de stad San Fernando del Río Negro opgericht, een missiepost van de Jezuïeten opgericht. Deze stad ligt op de plek waar later Resistencia werd gesticht. Eind 18e eeuw was San Fernando del Río Negro weer verlaten.
Aan het einde van de 19e eeuw waren er een aantal confrontaties tussen Argentinië en Paraguay over het gebied wat bekendstaat als de Gran Chaco. De plaats San Fernando del Río Negro werd opnieuw gesticht (ditmaal als een militaire buitenpost) en omgedoopt tot Resistencia in 1876.
De huidige internationale scheiding van de Gran Chaco dateert van 1884, maar de huidige bestuurlijke indeling van het Argentijns deel van de Gran Chaco bestaat sinds 1951 toen de provincie Formosa werd afgesplitst van Chaco om als zelfstandige provincie verder te gaan.
Tussen het einde van de 19e en de eerste decennia van de 20e eeuw, kwamen vele immigranten naar de provincie, waaronder veel Mennonieten uit Rusland, Duitsland en Canada. De mennonieten en andere immigranten slaagden erin de moeilijke omstandigheden van de Gran Chaco te verslaan en er een bloeiend landbouwgebied ervan te maken, bekend om de productie van melk en vlees. Dit alles ten koste van de lokale fauna en flora.

## Geografie en klimaat
De provincie ligt in op de vlakten van Gran Chaco, dit gebied staat ook bekend als de Groene Hel vanwege de extreme weersomstandigheden. De frequent voorkomende droogte zorgt voor woestijngebieden in de omgeving, terwijl slagregens en minder vaak voorkomende overstromingen in bepaalde delen zorgen voor een vegetatie die lijkt op het regenwoud.
Verschillen in de vegetatie tonen de ongelijke verdeling van de neerslag aan: een dicht, droog bos ligt in het westen van de provincie en jaarlijks valt hier gemiddeld 600 mm neerslag, terwijl in een bosgebied dat bekendstaat als Selva Chaqueña jaarlijks ca. 1100 mm neerslag ontvangt. Deze jungle kent geen droog seizoen.
In het gebied leven diersoorten zoals kaaimannen, apen, tarantulas, wilde zwijnen, jaguars, gordeldieren, anacondas, ratelslangen en andere giftige slangsoorten.

## Infrastructuur
Belangrijke snelwegen in Chaco zijn:
- Snelweg 11 van de provincie Santa Fé via Resistencia naar de provincie Formosa;
- Snelweg 16 dwars door Paraná van Correntes via Resistencia en Presidencia Roque Sáenz Peña naar de provincie Santiago del Estero
- Snelweg 89 van Avia Terai via Charata naar Quimili in de provincie Santiago del Estero.

Resistencia heeft een eigen vliegveld.

## Economie
Economische ontwikkeling in Chaco is gekoppeld aan de hout- en katoenproductie, welke ongeveer 60% van de nationale productie is.
De landbouw is vooral geconcentreerd op gewassen zoals soja, sorghum en maïs. Suikerriet, rijst en tabak worden vooral in het zuiden van de provincie verbouwd, maar in geringere mate. Vee bestaat uit een kruising tussen Argentijnse koeien en zeboe, die beter zijn aangepast aan hoge temperaturen, grastekorten en af en toe een overstroming.
De industrie concentreert zich veelal op textiel, bedrijven van oliemolens en de productie van steenkool. In geringere mate worden suiker, alcohol en papier gemaakt (allen van suikerriet).
Hoewel de provincie een Nationaal park kent, het Nationaal park Chaco, is de toeristenindustrie niet erg ontwikkeld in de provincie.

## Bestuurlijke indeling
De provincie wordt bestuurlijk ingedeeld in 25 departementen (Spaans: departamentos), waarvan het recentste (genaamd departamento Dos de Abril) werd opgericht in 1992. De grootste departementen (Almirante Brown, General Güemes en Libertador General San Martín) vormen ca. 50% van het totale oppervlak van de provincie. Een departement wordt verder onderverdeeld in gemeenten. De gemeenten worden gegroepeerd in drie categorieën.

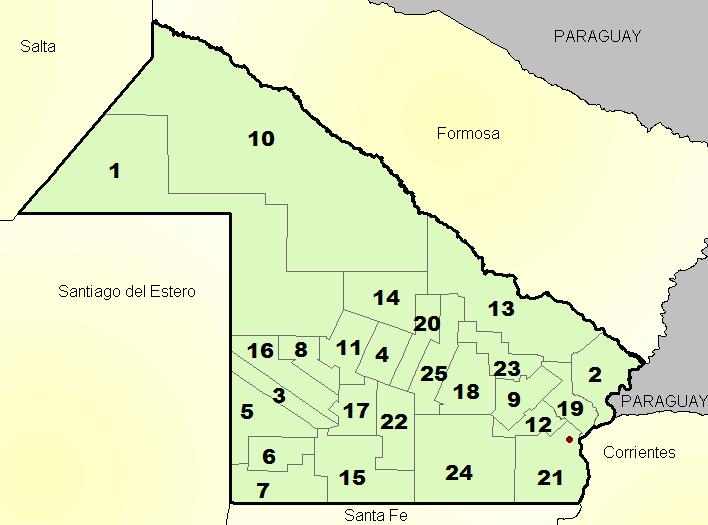
Bestuurlijke indeling van de provincie Chaco en haar hoofdstad

| Nr. | Departement | Departement                   | Hoofdplaats                  | Inwoners | Oppervlakte |
| --- | ----------- | ----------------------------- | ---------------------------- | -------- | ----------- |
| 1   |             | Almirante Brown               | Pampa del Infierno           | 37.851   | 17.276 km²  |
| 2   |             | Bermejo                       | La Leonesa                   | 28.144   | 2.562 km²   |
| 3   |             | Chacabuco                     | Charata                      | 34.598   | 1.378 km²   |
| 4   |             | Comandante Fernández          | Presidencia Roque Sáenz Peña | 101.960  | 1.500 km²   |
| 5   |             | Doce de Octubre               | General Pinedo               | 23.222   | 2.576 km²   |
| 6   |             | Dos de Abril                  | Hermoso Campo                | 8.319    | 1.594 km²   |
| 7   |             | Fray Justo Santa María de Oro | Santa Sylvina                | 10.653   | 2.205 km²   |
| 8   |             | General Belgrano              | Corzuela                     | 12.807   | 1.218 km²   |
| 9   |             | General Donovan               | Makallé                      | 15.096   | 1.487 km²   |
| 10  |             | General Güemes                | Juan José Castelli           | 68.525   | 25.487 km²  |
| 11  |             | Independencia                 | Campo Largo                  | 21.996   | 1.871 km²   |
| 12  |             | Libertad                      | Puerto Tirol                 | 13.807   | 1.088 km²   |
| 13  |             | Libertador General San Martín | General José de San Martín   | 65.686   | 7.800 km²   |
| 14  |             | Maipú                         | Tres Isletas                 | 26.416   | 2.855 km²   |
| 15  |             | Mayor Luis Jorge Fontana      | Villa Ángela                 | 59.965   | 3.708 km²   |
| 16  |             | Nueve de Julio                | Las Breñas                   | 30.258   | 2.097 km²   |
| 17  |             | O'Higgins                     | San Bernardo                 | 21.579   | 1.580 km²   |
| 18  |             | Presidencia de la Plaza       | Presidencia de la Plaza      | 13.956   | 2.284 km²   |
| 19  |             | Primero de Mayo               | Margarita Belén              | 14.279   | 1.864 km²   |
| 20  |             | Quitilipi                     | Quitilipi                    | 32.642   | 1.545 km²   |
| 21  |             | San Fernando                  | Resistencia                  | 416.140  | 3.489 km²   |
| 22  |             | San Lorenzo                   | Villa Berthet                | 16.062   | 2.135 km²   |
| 23  |             | Sargento Cabral               | Colonia Elisa                | 18.793   | 1.651 km²   |
| 24  |             | Tapenagá                      | Charadai                     | 4.059    | 6.025 km²   |
| 25  |             | Veinticinco de Mayo           | Machagai                     | 32.793   | 2.358 km²   |

Buenos Aires · Catamarca · Chaco · Chubut · Córdoba · Corrientes · Entre Ríos · Formosa · Jujuy · La Pampa · La Rioja · Mendoza · Misiones · Neuquén · Río Negro · Salta · San Juan · San Luis · Santa Cruz · Santa Fe · Santiago del Estero · Tucumán · Vuurland, Antarctica en Zuid-Atlantische eilanden
De Argentijnse hoofdstad Buenos Aires valt als federaal district buiten de provinciale indeling.